# Hidryta frater
Hidryta frater là một loài tò vò trong họ Ichneumonidae.